# Frederico II de Brandemburgo
Frederico II de Brandemburgo (Tangermünde, 19 de Novembro de 1413 — Neustadt an der Aisch, 10 de Fevereiro de 1471), da Casa de Hohenzollern, foi de 1440 a 1470 marquês e príncipe-eleitor da Marca de Brandemburgo, recebendo o cognome de "o de Ferro" e "Dente de Ferro" (der Eiserne e Eisenzahn).
Era filho de Frederico I de Brandemburgo e Isabel da Baviera.